# Abies forrestii
Sapin de Forrest
Espèce
Classification phylogénétique
Statut de conservation UICN

 LC : Préoccupation mineure
Abies forrestii, le Sapin de Forrest, est une espèce de plantes appartenant à la famille des Pinaceae. C'est un sapin endémique des régions montagneuses de Chine occidentale (au nord-ouest du Yunnan, au sud-ouest du Sichuan et à l'est du Tibet).

## Étymologie et histoire de la nomenclature
Le nom de genre Abies, créé par Philip Miller en 1754, est dérivé du latin abies, etis « sapin ».
L’épithète spécifique forrestii est dédié au botaniste écossais George Forrest qui a découvert cette espèce au Yunnan.

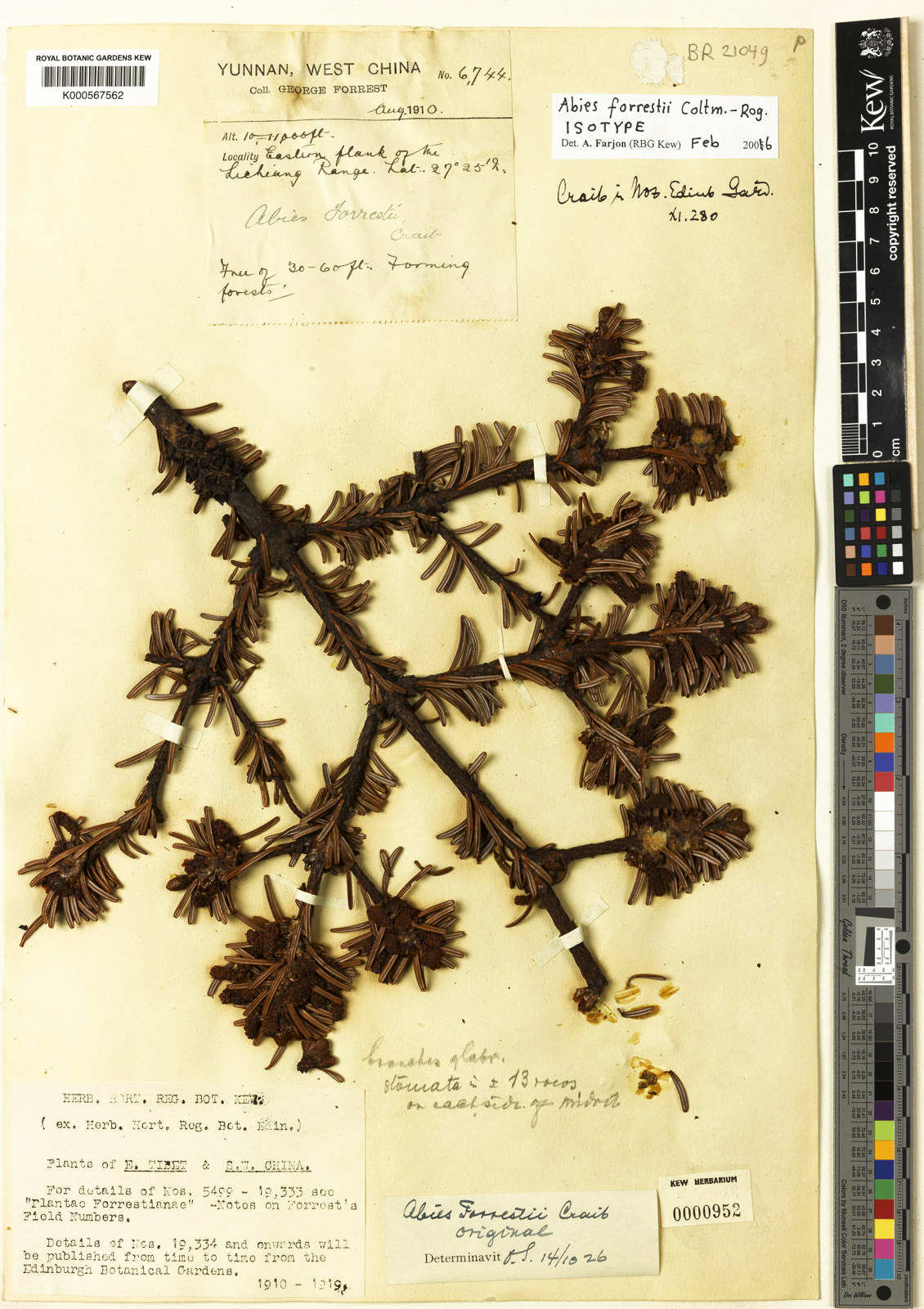
Abies forresti, spécimen collecté par Forrest dans les montagnes près de Lijiang (Yunnan)

George Forrest (1873-1932) est parti en 1904 pour collecter des plantes rares au Yunnan. Il collecta une nouvelle espèce de sapin en août 1910 sur « le flanc est de la chaîne de montagnes de Lichiang [Lijiang] », selon la planche d’herbier ci-contre.
Des graines envoyées au Royaume-Uni par Forrest, poussa un sapin au feuillage attrayant qui laissa perplexe les jardiniers botanistes du Jardin botanique royal d'Édimbourg. Le sapin Abies delavayi, collecté originellement en 1884, près de Dali par le père Delavay, est proche mais n’est pas identique à l’arbre issu de graines venant de la montagne de Lijiang collecté par Forrest. En mars 1919, le botaniste britannique Charles Coltman-Rogers dans The Gardeners' Chronicle ser. 3 65: 150 le nomme Abies forrestii.
Le nom vernaculaire chinois est 川滇冷杉 Chuāndiān lěngshān.

## Synonymes
Selon The Plant List, les synonymes sont :
- Abies chengii Rushforth
- Abies georgei Hand.-Mazz.
- Abies delavayi Diels [illégitime]
- Abies forrestii Craib [Illégitime]

## Description
Le sapin de Forrest est à croissance lente. Il mesure de 20 à 40 mètres de hauteur avec un tronc de 1-1,5 m dans son habitat naturel. Son tronc est gris foncé. Le port est un cône étroit.
Les feuilles (aiguilles) sont ascendantes sur la face supérieure des rameaux, disposées de manière pectinée en 2 ensembles latéraux sur la face inférieure ; elles sont droites, plates ou avec la marge parfois enroulée en dedans, de couleur verte et brillantes, de 2-3 voire 4 cm de long sur 2–2,5 mm. Les lignes de stomates forment 2 bandes blanches très visibles sur la face inférieure, l’apex est généralement émarginé. 
Les cônes mâles de 2-4 cm de long, sont pourpres puis jaunes, sous le rameau. La pollinisation a lieu en mai.
Les cônes femelles sont sessiles, dressés, de couleur brun violacé ou brun noir à maturité, cylindriques, de 7-12 cm de long sur 1,3-2,3 cm selon Flora of China (ou 8-15 cm sur 4-5,5 cm pour d’autres). Les écailles portant les graines sont flabellées (en forme d’éventail) ou trapézoïdales, à marge auriculée latéralement. Les bractées sont cunéiformes-obovales, à marge distale largement arrondie, à apex avec cuspide (longue pointe) déployée, droite ou recourbée de 4-7 mm,.
Les graines font environ 1 cm, avec aile brun clair ou brun rouge, largement cunéiforme.

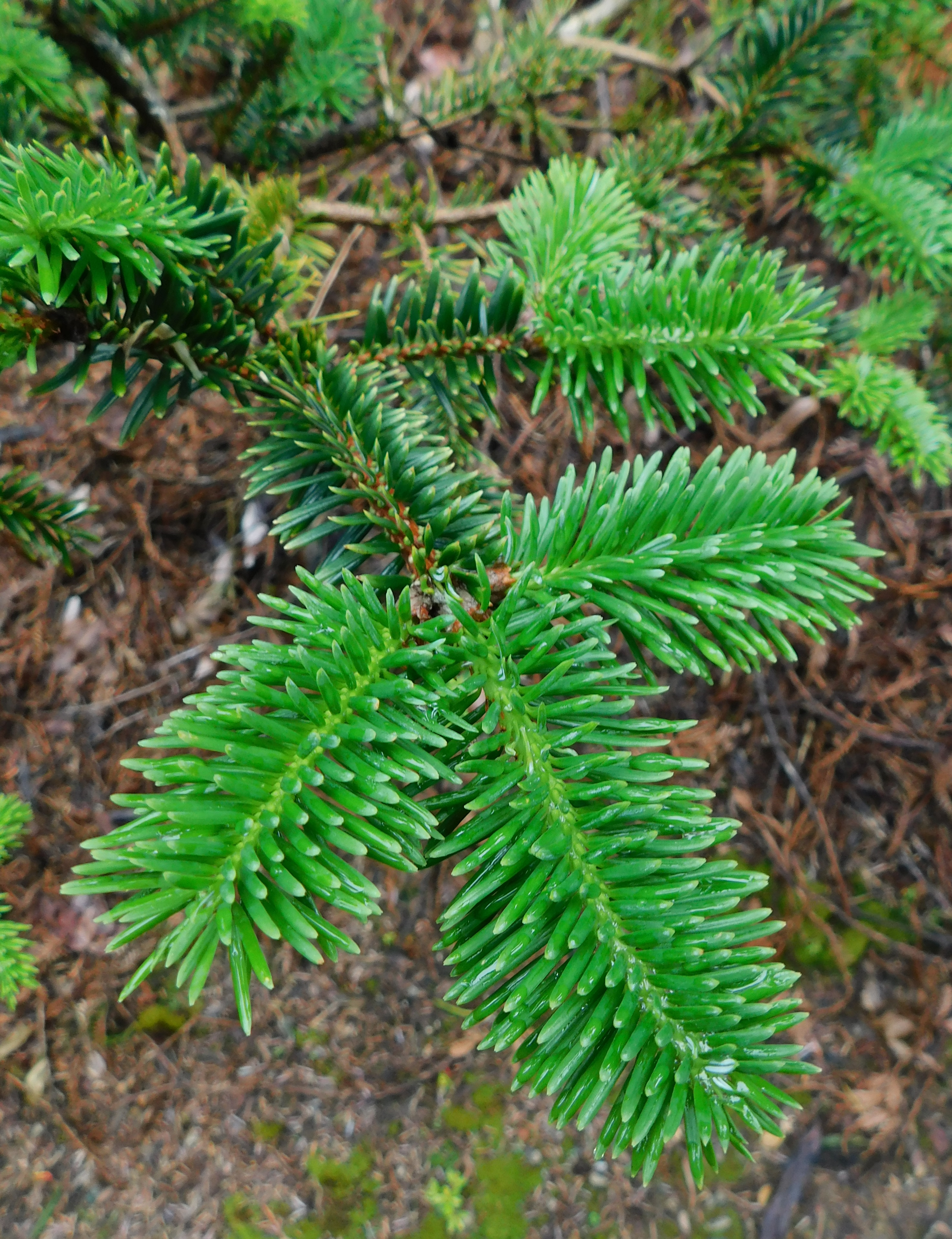
Rameau
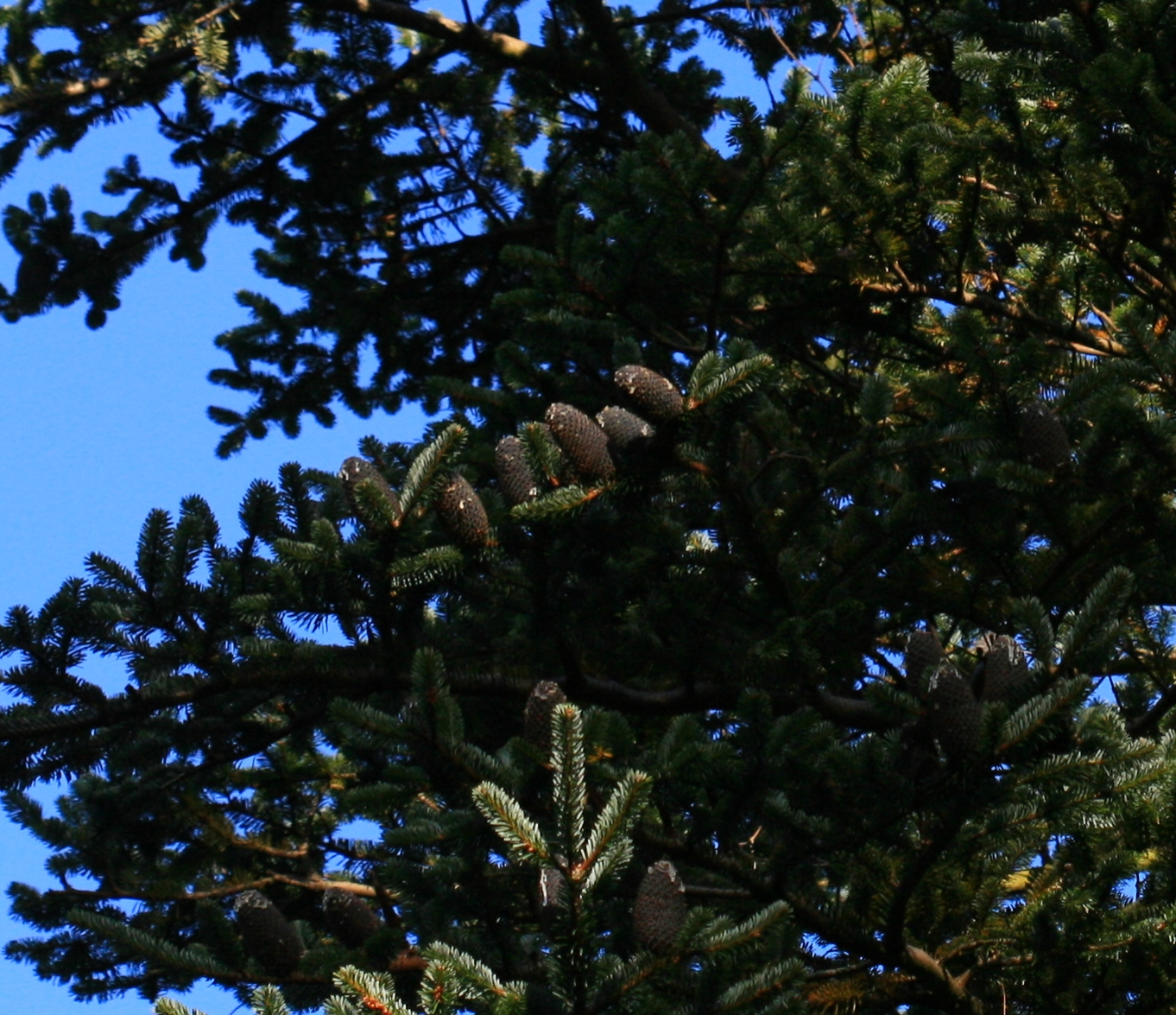
Cônes

## Taxons infraspécifiques
Selon Farjon et The Plant List, il y a 3 variétés:
- Abies forrestii var. ferreana (Bordères et Gaussen) Farjon et Silba
- Abies forrestii var. georgei (Orr) Farjon (synonyme pour The Plant List de Abies georgei Orr)
- Abies forrestii var. smithii R.Vig. & Gaussen

## Distribution et habitats
Le sapin de Forrest est une espèce endémique du sud-ouest de la Chine dans les provinces du SO Sichuan, E Tibet, NO Yunnan.
Il pousse en montagnes entre 2 500 et 4 200 m.

## Utilisations
Le bois du pin de Forrest est utilisé pour la construction et l'écorce pour extraire du tanin.